# Nikola Matawalu
Nikola Leka Matawalu (Suva, 8 marzo 1989) è un rugbista a 15 figiano, che gioca come tre quarti ala o come mediano di mischia nei Glasgow Warriors in Pro14.

## Carriera
Nel 2019 partecipa al Mondiale con il Figi.
Segna due mete con il Figi contro l'Uruguay finita 27-30.

## Palmarès
- Pro12: 1
Glasgow Warriors: 2014-15
- Pacific Nations Cup : 2
Figi: 2013, 2015